# NGC 2988
NGC 2988 ist eine Spiralgalaxie vom Hubble-Typ Sbc im Sternbild Löwe auf der Ekliptik. Sie ist schätzungsweise 339 Millionen Lichtjahre von der Milchstraße entfernt.
Das Objekt wurde am 19. Februar 1855 vom irischen Astronomen R. J. Mitchell, einem Assistenten von William Parsons, entdeckt.